# 솽징역
솽징역(중국어: 双井站)은 베이징시 차오양구 솽징 가도·진쑹 가도 접경의 주시커우 서대가·동3환중로·광취먼 외대가·광취로 교차로에 위치한 베이징 지하철 7호선과 베이징 지하철 10호선의 환승역이다. 10호선 역은 2008년 7월 19일 10호선 1단계 개통과 함께 개통되었고, 7호선은 2014년 12월 28일 개통되었다. 그러나 10호선은 환승객의 수요를 흡수하기 어려워 환승 통로 공사를 위해 7호선 솽징역은 동시에 개통되지 않았으며 대신 환승 통로 개조가 완료된 후 2019년 12월 28일 7호선 동쪽 연장선  개통과 동시에 영업을 개시하였다.

## 위치
이 역은 솽징교(双井桥) 아래, 즉 광취먼 외대가(广渠门外大街) - 광취로(广渠路)(동서 방향)와 동3환중로(东三环中路)(남북 방향)의 교차점에 위치한다. 10호선은 남북 방향, 7호선은 동서 방향으로 배치되어 두 노선은 교량 동쪽에 T자형 구조를 이루고 있다.

## 역 구조
- 7호선 : 지하 2층이 대합실 층이고, 지하 3층에 1면 2선의 섬식 승강장의 구조로 설계된 역사로 승강장 전체 길이는 237.6m, 폭은 23.1m이다. 지하 굴착 공법으로 건설되었다[3][4].
- 10호선 : 지하 1층은 대합실 층이고, 남북 구간 모두 3층으로, 전체 길이 118.2m, 폭 18.9m의 오픈 컷 공법으로 건축되었다. 복층토의 두께는 약 2.8m이고, 중앙 교차로 부분은 길이 61.2m, 폭이 19.3m로 지하 굴착 공법으로 축조되었으며, 복층토의 두께는 약 14m이다[5]. 동3환중로의 지하 2층에 1면 2선의 섬식 승강장으로 길이는 181m, 폭은 10m이다[6].

### 층별 구조
| 지면층                                 | 가도                            | A-H출입구                            |
| 지하 1층 10호선 대합실 층              | 10호선 대합실                   | 고객센터, 자동 발권기, 출입 게이트   |
| 지하 2층 7호선 대합실 층 10호선 승강장 | 7호선 대합실                    | 고객센터, 자동 발권기, 출입 게이트   |
| 지하 2층 7호선 대합실 층 10호선 승강장 | ←                               | ■ 10호선 외선순환 (궈마오)           |
| 지하 2층 7호선 대합실 층 10호선 승강장 | 섬식 승강장, 왼쪽 출입문이 열림 |                                      |
| 지하 2층 7호선 대합실 층 10호선 승강장 | →                               | ■ 10호선 내선순환 (진쑹)             |
| 지하 3층 7호선 승강장                  | ←                               | ■ 7호선 베이징 서 방면 (광취먼와이)  |
| 지하 3층 7호선 승강장                  | 섬식 승강장, 왼쪽 출입문이 열림 |                                      |
| 지하 3층 7호선 승강장                  | →                               | ■ 7호선 유니버설리조트 방면 (주룽산) |

### 환승 및 역사 예술
10호선 1단계 건설 이후 솽징역에서 7호선과의 환승은 고려되지 않았기 때문에 10호선 1단계의 역은 더 작게 건설되었다. 승객 수요에 대한 부담을 완화하기 위해 7호선 건설 중 원래 역사 대합실과 연결된 10호선 1단계 북쪽과 남쪽의 대합실 동쪽에 환승 통로를 설치했다. 10호선의 기존 B, C 출입구는 동3환중로 외부 방향 환승 통로와 연결되도록 변경되었다.
2019년 12월 솽징역 A출구 지하 통로 확장 공사가 완료되었고, 2019년 12월 28일 남쪽 환승 통로이 미리 개방되었다. 이 통로에는 "솽징 임음《双井林荫》"제목의 예술 벽화가 있다.
2020년 12월 31일 북쪽 환승 통로가 개방되었다.

## 출구
솽징역에는 A - H 8개의 출입구가 있다.
|                         |                                  |                                                                           |      |           |
|                         |                                  |                                                                           |      |           |
| 출구                    | 지시                             | 출구 인근                                                                 | 사진 | 편의 시설 |
| ■ 10호선 역사와 연결    |                                  |                                                                           |      |           |
| 出口 · A                | 동3환중로(东三环中路) 서측       | 베이징 R&F 광장(北京富力广场), 르네상스 베이징 R&F 호텔(北京富力万丽酒店) |      | 빈칸      |
| 出口 · B                | 광취로(广渠路) 북측              | 동3환중로(东三环中路), 성공 센터(乐成中心)                                |      | 빈칸      |
| 出口 · D                | 광취먼 외대가(广渠门外大街) 남측 | 동3환남로(东三环南路) 서측, 요시 법원 빌딩(优士阁大厦)                    |      | 빈칸      |
| ■ 7호선 역사와 연결     |                                  |                                                                           |      |           |
| 出口 · E                | 동3환중로(东三环中路) 동측       | 성공 센터(乐成中心)                                                       |      | 빈칸      |
| 出口 · F                | 광취로후루(广渠路辅路) 북측      |                                                                           |      |           |
| 出口 · G                | 광취로후루(广渠路辅路) 남측      |                                                                           |      | 빈칸      |
| 出口 · H                | 동3환남로(东三环南路) 동측       |                                                                           |      | 빈칸      |
| 아이콘 설명: 엘리베이터 |                                  |                                                                           |      |           |

## 사진

7호선 승강장 전경 (2019년 12월 촬영)
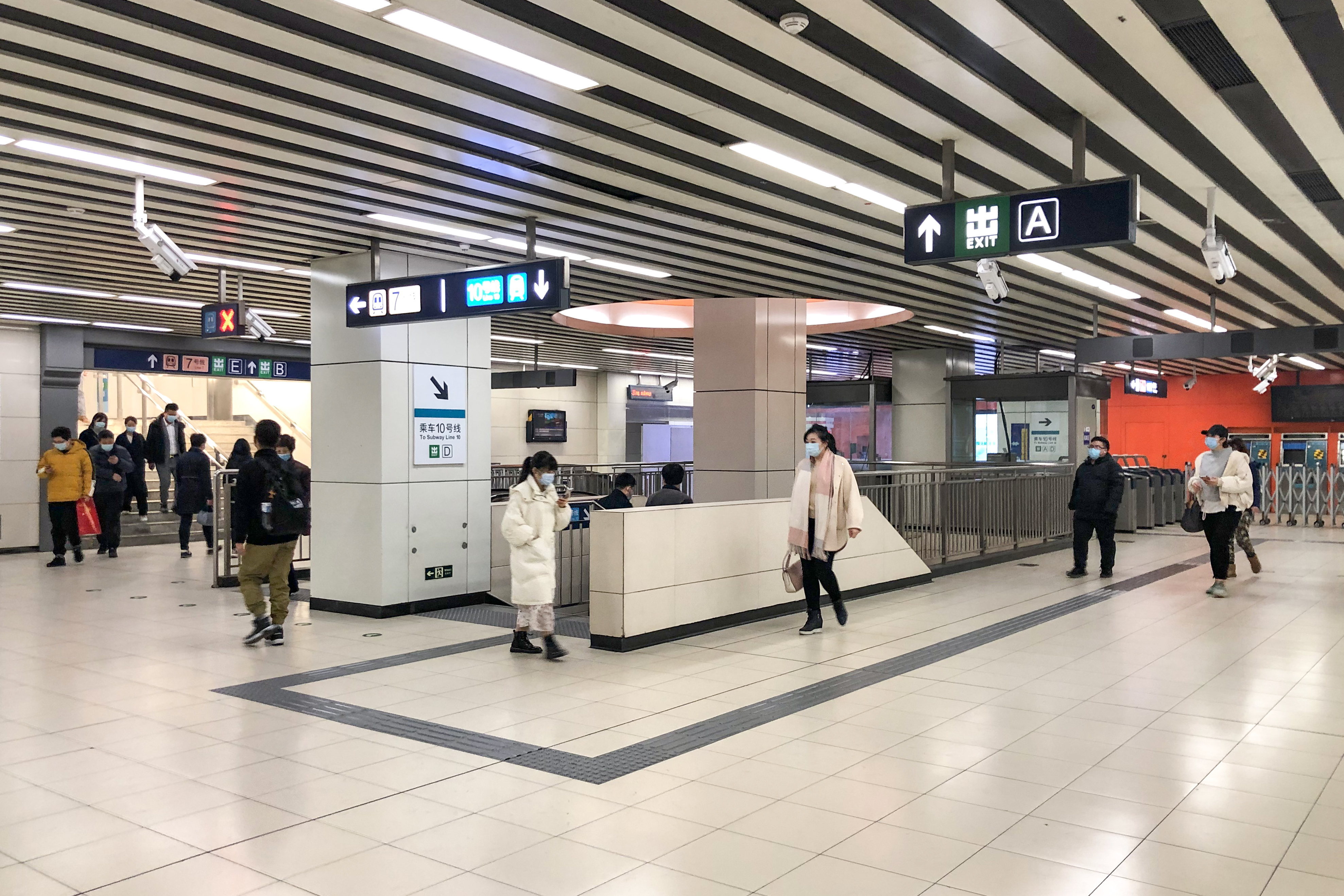
10호선 북쪽 대합실(북쪽 환승 통로 개통 후, 2021년 3월 촬영)
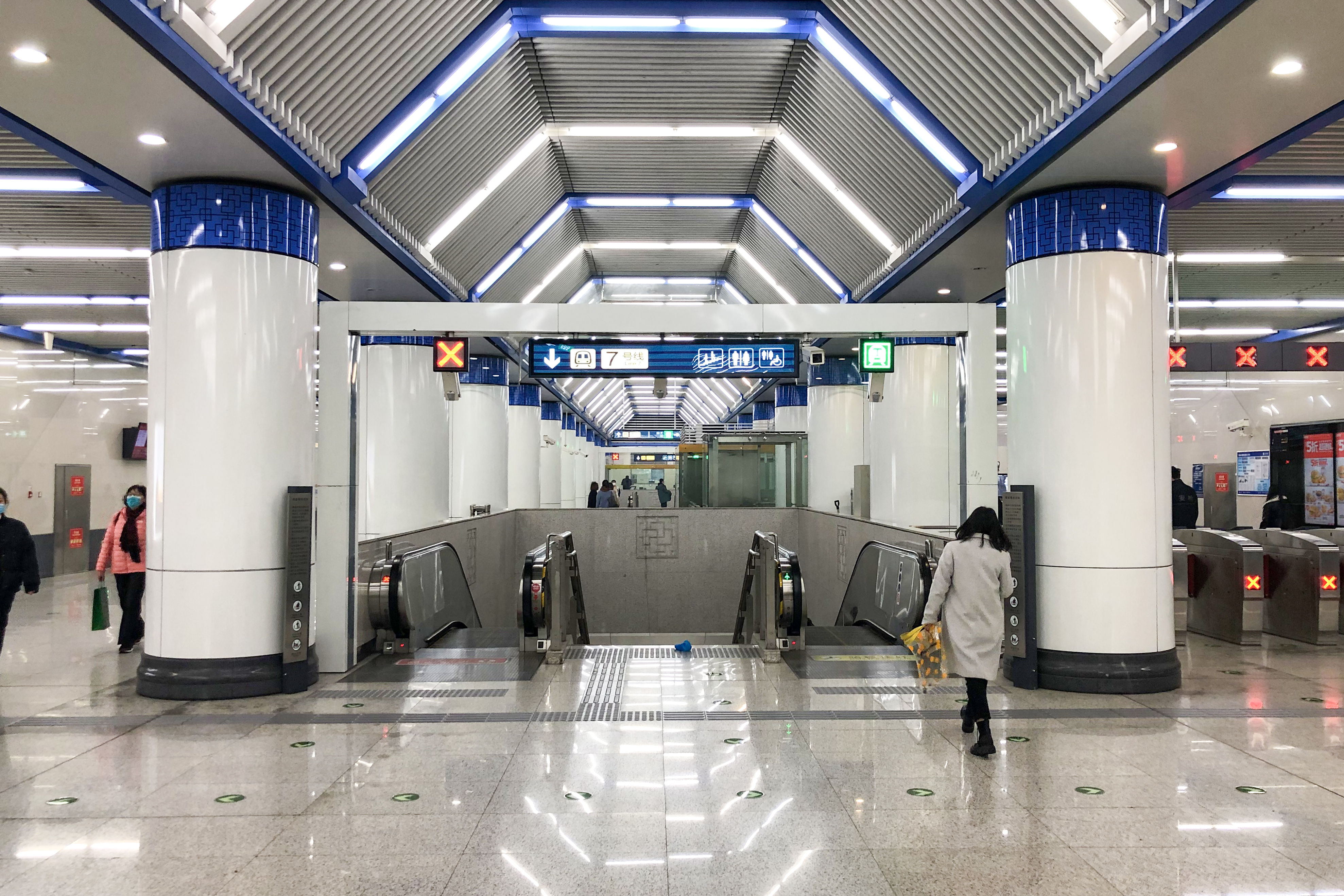
7호선 대합실(2021년 3월 촬영)